# Maurizio Lupi
Maurizio Lupi (* 3. října 1959, Milán) je italský středopravicový politik. Od roku 2001 je členem Poslanecké sněmovny a v letech 2013 až 2015 vykonával funkci ministra dopravy Itálie, Původně byl členem politických formací Silvia Berlusconiho; s ním se v roce 2013 rozešel. Od roku 2018 vede malé centristické uskupení My s Itálií.

## Osobní život
Maurizio Lupi se narodil roku 1959 v Miláně. Vystudoval Katolickou univerzitu Nejsvětějšího Srdce. Lupi je ženatý a má tři děti.

## Politická kariéra
Mezi roky 1993 a 1997 byl členem městského zastupitelstva v Miláně. Od roku 2001 je členem Poslanecké sněmovny. V parlamentu zasedal za stranu Forza Italia a poté Lid svobody Silvia Berlusconiho.

### Kariéra ve vládě
V dubnu 2013 byl jmenován ministrem dopravy v koaliční vládě Enrica Letty. V kabinetu byl jedním ze dvou členů katolické platformy Comunione e Liberazione. Následně opustil Lid svobody a vstoupil do Nové středopravice Angelina Alfana. Ve funkci ministra dopravy Lupi pokračoval i v následující vládě Mattea Renziho.
V březnu 2015 se rozhodl rezignovat na ministerskou funkci, jelikož se jeho jméno několikrát objevilo v souvislosti s korupčním skandálem na jeho ministerstvu.

### Po rezignaci
Nová středopravice se roku 2017 přeměnila na Lidovou alternativu a Maurizio Lupi byl její vlivnou postavou. Ve straně vedl pravicověji orientované křídlo, které pro nadcházející parlamentní volby 2018 odmítalo spolupráci se Středolevicovou koalicí. Lidovou alternativu jeho frakce nakonec opustila úplně a ve volbách kandidovala v rámci uskupení My s Itálií (NcI). Ač NcI ve volbách získala jen čtyři poslance, Lupi obhájil své poslanecké křeslo v Lombardii.
V roce 2019 inicioval společné s Knihovnou Václava Havla v Římě mezinárodní výstavu o Václavu Havlovi „Moc bezmocných. Dálkový výslech Václava Havla“.